# Salepgøgeurt
Salepgøgeurt (Anacamptis morio), ofte skrevet salep-gøgeurt, er en 7-35 cm høj orkidé, der er vidt udbredt i Europa samt i dele af Nordafrika og Mellemøsten. Den vokser på enge og overdrev, mod syd i maki. Arten har purpurrøde blomster med grønstribede blosterblade, der er hætteformet samlede.

## Beskrivelse
Salepgøgeurt har ligesom horndrager næsten kuglerunde rodknolde, og blade, der er omskedende stænglen og en blomsterstand med hindeagtige støtteblade. Blomsterne er hos salepgøgeurt purpurrøde til hvide. De ydre blosterblade har grønne striber og er hætteformet samlede. Læben har purpurrøde prikker og en cylindrisk, opadkrummet spore. Den blomstrer alt efter breddegrad mellem marts og juni, i Danmark i maj.

## Voksested
Arten vokser på græsland, i åbne skove og i maki på kalkholdig til let sur bund. I Danmark vokser salepgøgeurt som en sjælden plante på enge og overdrev nær kysten på Sjælland, Samsø og Bornholm. Arten har sin europæiske nordgrænse i det sydlige Skandinavien og er derfor sjælden i Sverige.